# Stávros Kouyioumtzís
Stávros Kouyioumtzís ou Stávros Kougioumtzís (grec moderne : Σταύρος Κουγιουμτζής ; Thessalonique, 1932 - 12 mars 2005) est un compositeur grec, auteur de plus de 200 chansons interprétées par notamment par Ánna Víssi, Háris Alexíou, Yánnis Pários (en), Elefthería Arvanitáki, Yánnis Kalatzís.
Son principal interprète est Georges Dalaras, au succès duquel Kouyioumtzís a contribué dès les années 1960 et pour lequel il a composé plus de 80 chansons.

## Chansons célèbres
- 1965 : Me mou thymoneis matia mou (Μη μου θυμώνεις μάτια μου), paroles et musique : Stávros Kouyioumtzís, interprètes : Yánnis Poulópoulos, Georges Dalaras
- 1970 : Na ‘tane to ’21 (Να 'τανε το '21), paroles : Sótia Tsótou, créée par Georges Dalaras
- Eisoun oraia (Ήσουν ωραία όταν γελούσες), paroles : Ákos Daskalópoulos (el)
- Xenaki eimai kai tha ‘rtho (Ξενάκι είμαι και θα 'ρθω)